# Ashmore-Inseln
Die Ashmore-Inseln, als geographischer Gesamtkomplex auch Ashmore-Riff genannt, liegen in der Timorsee, einem Randmeer des Indischen Ozeans. Die Inselgruppe ist etwa 320 Kilometer von der Nordwestküste Australiens und 144 Kilometer von der indonesischen Insel Roti entfernt. 60 Kilometer südöstlich liegt die Insel Cartier, 40 Kilometer nordöstlich das Hibernia-Riff.
Die Gruppe wird von drei unbewohnten Inseln namens West (West Islet), Middle (Middle Islet) und East Islet, sowie einem flachen, die gesamte Gruppe umfassenden Riff gebildet. Einschließlich Riff und der beiden Lagunen (Inner Lagoon und Eastern Lagoon) beträgt die Gesamtfläche ca. 227 km². Auf die Sandinseln entfallen hiervon 0,61 km² (West Islet: 0,32 km², Middle Islet: 0,13 km², East Islet: 0,16 km²). West Island kann per Boot über den Lagoon channel und die Inner Lagoon erreicht werden.
Die Inselgruppe wurde 1811 von dem englischen Seefahrer Samuel Ashmore als Kommandeur der Hibernia entdeckt und benannt. 1878 annektierte Großbritannien die Ashmore-Inseln. 1934 kamen sie unter australische Kontrolle.
Zusammen mit der südöstlich gelegenen Cartier-Insel bilden die Inseln heute das Gebiet der Ashmore- und Cartierinseln, ein abhängiges australisches Außengebiet.
Indonesien hat Gebietsansprüche für das fischreiche Gebiet um die Ashmore-Inseln erklärt, welche von der australischen Regierung bislang stets zurückgewiesen wurden.
Die Ashmore-Inseln liegen innerhalb der Migrationszone Australien. Dies bedeutet, dass anlandende Boatpeople auf Flüchtlingsbooten keinen Antrag auf Asyl in Australien stellen können und sie in Einwanderungshaft in Australien festgesetzt werden.